# سیارک ۱۱۴۳۳
سیارک ۱۱۴۳۳ (به انگلیسی: 11433 Gemmafrisius، نامگذاری:3474T-3) یازده هزار و چهارصد و سی و سومین سیارک کشف شده‌است که در ۱۶ اکتبر ۱۹۷۷ کشف شد.
قدر مطلق سیارک برابر ۱۴.۸ است.